# Călin Popescu-Tăriceanu
Pour les articles homonymes, voir Popescu.
Călin Popescu-Tăriceanu, né le 14 janvier 1952 à Bucarest, est un homme d'État roumain.
Membre du Parti national libéral (PNL), il est Premier ministre de Roumanie de 2004 à 2008. Ayant par la suite fondé le Parti libéral-réformateur (PLR), qui fusionne peu après dans l'Alliance des libéraux et démocrates (ALDE), il se présente à l'élection présidentielle de 2014, où il recueille 5,4 % des voix au premier tour.
Il est président du Sénat roumain de 2014 à 2019.

## Jeunesse et études
Diplômé de l'Institut technique de construction hydrotechnique de Bucarest, Călin Popescu-Tăriceanu est aussi titulaire d'un master en mathématique et informatique de l'université de Bucarest.

## Parcours politique

### Parlementaire et ministre
En 1996, élu député de Bucarest, il est nommé ministre de l'Industrie et du Commerce dans le gouvernement Victor Ciorbea, fonction qu'il assume un an durant, jusqu'en 1997. Il est désigné, en 2000, vice-président du groupe parlementaire du Parti national libéral, puis vice-président de la Commission du budget à la Chambre des députés.

### Premier ministre

#### Allié du président Băsescu
À la suite du renoncement de Theodor Stolojan pour raisons de santé, il est choisi pour le remplacer comme président du PNL, coprésident de l'Alliance justice et vérité (DA) et candidat au poste de Premier ministre à l'occasion des élections législatives de 2004. 
Bien qu'arrivée derrière le Parti social-démocrate (PSD), avec 112 députés sur 332 et 49 sénateurs sur 137, la D.A. forme une coalition gouvernementale avec l'Union démocrate magyare de Roumanie (UDMR) et le Parti humaniste roumain (PUR). Le 29 décembre, le gouvernement Popescu-Tăriceanu reçoit l'investiture du Parlement par 265 voix contre 200.

#### Rupture avec le chef de l'État

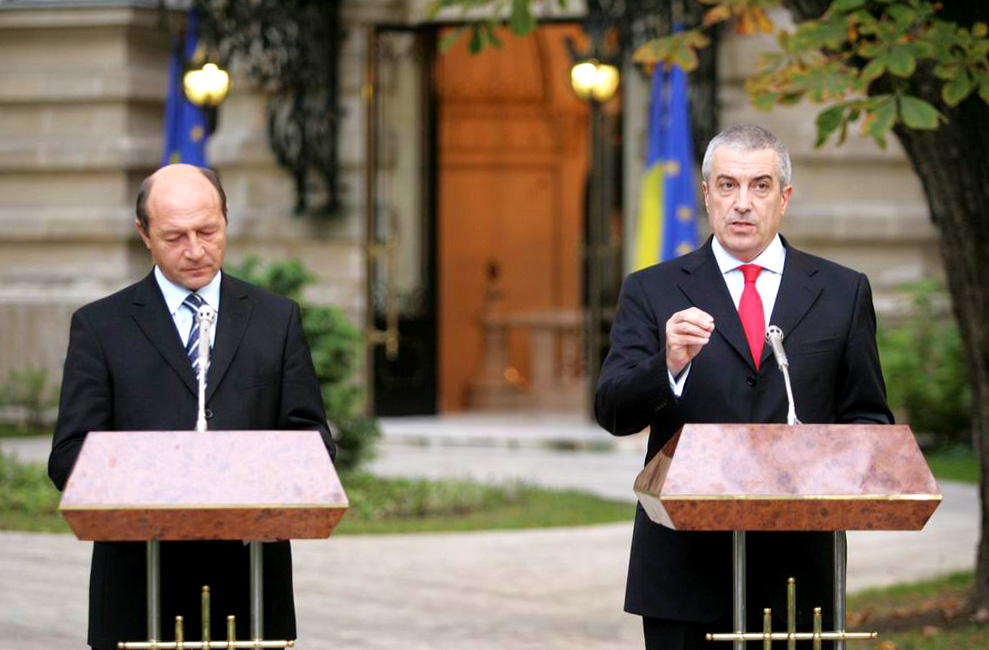
Traian Băsescu et Călin Popescu-Tăriceanu en 2005.

Le 7 juillet 2005, il présente la démission de son gouvernement au président Traian Băsescu, après le rejet par la Cour constitutionnelle roumaine de lois visant à réformer le système judiciaire. Néanmoins, le président cherchait depuis quelque temps à provoquer des élections législatives anticipées en vue de consolider sa majorité. Le 19 juillet, après s'être entretenu avec des membres de la Commission européenne à Bruxelles, Tăriceanu retire sa démission.
Dès lors, ses relations avec le chef de l'État et le Parti démocrate (PD), autre membre de l'Alliance DA, vont en s'aggravant. Ainsi, il est ouvertement critiqué par Băsescu lorsqu'il annonce, le 29 juin 2006, avec le soutien du PNL, son intention de retirer les troupes roumaines d'Irak. De même, à partir du 21 mars 2007, il prend l'intérim de la direction du ministère des Affaires étrangères, à la suite du refus du président de nommer Adrian Cioroianu à ce poste, en remplacement de Mihai Răzvan Ungureanu.
Le 1er avril 2007, il annonce un important remaniement ministériel voyant l'exclusion des ministres démocrates, et obtient la confiance des parlementaires, grâce au soutien du Parti social-démocrate, le 5 avril. Le même jour, la Cour constitutionnelle rappelle à Traian Băsescu que celui-ci n'a pas de droit de veto sur les nominations des ministres, et que donc son refus de nommer Cioroianu était inconstitutionnel. Călin Popescu-Tăriceanu échappe, le 3 octobre suivant, à une motion de censure déposée par le PD, qui n'obtient que 220 voix sur les 232 nécessaires.
Lors de la crise internationale liée aux caricatures de Mahomet, Tăriceanu invite au respect des « sensibilités religieuses », regrettant la vague de violences dans le monde arabe.

### Opposant à Traian Băsescu
Candidat à sa succession, sous les couleurs du seul Parti national libéral, lors des élections législatives de 2008, Popescu-Tăriceanu ne parvient à conserver son poste. Le PNL se classe en effet troisième, avec 65 députés sur 334 et 28 sénateurs sur 137. Il est remplacé, un mois plus tard, par Emil Boc, membre du Parti démocrate-libéral (PDL) et soutenu par une alliance entre le PDL et le PSD. Il prend alors la présidence du groupe du PNL à la Chambre des députés. Le 20 mars 2009, il est battu lors de l'élection pour la présidence du parti par le vice-président du Sénat, Crin Antonescu, par 546 voix contre 873 à son adversaire.

### Président du Sénat
Le 4 mars 2014, à la suite de la dissolution de l'Union sociale-libérale, le président du Sénat, Crin Antonescu, démissionne après avoir contraint le PNL à quitter la coalition. Opposé à cette décision, Popescu-Tăriceanu décide de quitter le parti. Il est élu, le 10 mars suivant, président du Sénat par 93 voix, grâce au soutien des sociaux-démocrates du Premier ministre, Victor Ponta, et succède ainsi à Antonescu. 
Le Parti libéral-réformateur fusionne, en juin 2015, avec le Parti conservateur (PC) dans l'Alliance des libéraux et démocrates (ALDE), que Călin Popescu-Tăriceanu copréside avec Daniel Constantin.
En novembre 2018, une enquête est ouverte à son encontre par la Direction nationale anticorruption (DNA). Il est soupçonné d'avoir touché 800 000 dollars de pots-de-vin dans le cadre de l'achat de licences Microsoft en 2008, alors qu'il était à la tête du gouvernement.

### Candidat à la présidentielle

#### En 2014
Il fonde, le 3 juillet suivant, le Parti libéral-réformateur (PLR), puis annonce sa candidature à l'élection présidentielle du 2 novembre pour briguer la succession de Băsescu, en dépit de sondages qui ne le créditent que d'un faible résultat. Lors du premier tour, il recueille 504 880 suffrages, soit 5,36 %.
Il décide de soutenir, pour le second tour, la candidature du Premier ministre Victor Ponta, lequel présente Popescu comme son premier choix pour le poste de Premier ministre s'il devenait président,. Mais contre toute attente, Ponta est battu par le candidat de centre droit, Klaus Iohannis.

#### En 2019
Le 24 juillet 2019, l'ALDE annonce la candidature de Călin Popescu-Tăriceanu à l'élection présidentielle roumaine de 2019. Le 26 août, du fait de la désignation par le PSD de Viorica Dăncilă comme candidate, plutôt que de soutenir Călin Popescu-Tăriceanu, candidat de l'ALDE, l'ALDE quitte la coalition gouvernementale.
Alors que Dăncilă dispose dorénavant 45 jours pour convoquer un nouveau vote de confiance et de chercher de nouveaux alliés, il retire sa candidature le 26 août. Il apporte son soutien à l'indépendant Mircea Diaconu, candidat de Pro Romania.

## Récompense
Popescu-Tăriceanu, sur proposition de Jean-Paul Carteron, président-fondateur du Forum de Crans Montana, se voit décerner en juin 2008 le prix de la fondation décerné par Jacques Barrot, vice-président de la Commission européenne, et Federico Mayor Zaragoza, coprésident du Haut Panel des Nations unies pour l'alliance des civilisations.